# Pituriaspida
Los pituriáspidos (Pituriaspida) son una pequeña clase extinta de peces agnatos (sin mandíbulas) que vivieron en el Devónico Medio, hace unos 390 millones de años.

## Características
Los pituriáspidos eran agnatos acorazados, con una armadura ósea que les cubría la cabeza y que se prolongaba hacia adelante en una larga espina o rostro (algo similar al actual pez espada). Vivieron en ambientes deltaicos, en el oeste de Queensland (Australia). Se conocen solo dos especies, Pituriaspis doylei, con un escudo cefálico alargado y un rostro muy largo, y Neeyambaspis enigmatica, con un escudo cefálico más triangular y un rostro mucho más corto.

## Origen del nombre
Pituri es una droga alucinógena que se extrae de las hojas de Duboisia y Acacia usada por los aborígenes australianos. El descubridor de los pituriáspidos, Gavin Young, dio el nombre de Pituriaspis ya que dado el extraño aspecto de los primeros especímenes examinados creía que estaba alucinando.